# Cyfrowe Archiwum Bemowa
Cyfrowe Archiwum Bemowa (CAB) - oddolna inicjatywa mieszkańców warszawskiej dzielnicy Bemowo mająca na celu gromadzenie archiwalnych materiałów (głównie fotografii, ale także dokumentów, wspomnień i innych zbiorów) związanych z historią Bemowa.
CAB jest serwisem łączącym w sobie galerię fotografii, bloga oraz forum dyskusyjne. Bazuje na prywatnych archiwach mieszkańców, gromadzi także materiały pochodzące z prasy, kronik lokalnych instytucji czy cyfrowych archiwów fotograficznych. Zbiory prezentowane są na stronie cab.waw.pl (główny serwis, publikujący całość zbiorów) oraz na stronie w serwisie facebook.
Cyfrowe Archiwum Bemowa jest współtworzone przez użytkowników. Zgodnie z założeniami serwisu, każdy może uczestniczyć w gromadzeniu zbiorów, ich weryfikowaniu, opisywaniu, a także rozwijaniu innych treści (wspomnienia, anegdoty.) Oba kanały umożliwiają komunikację z użytkownikami, w tym publikowanie komentarzy, przesyłanie wiadomości oraz przekazywanie materiałów. Twórcy strony umożliwiają także udostępnianie zbiorów w formie analogowej, w celu ich digitalizacji.
Działalność Cyfrowego Archiwum Bemowa wpisuje się w nurt archiwistyki społecznej.